# Collection: Umberto Tozzi
Collection: Umberto Tozzi è una raccolta del cantautore italiano Umberto Tozzi uscito il 16 luglio 2013.

## Tracce
1. Ti amo
2. Donna amante mia
3. Tu sei di me
4. Signora america
5. Zingaro
6. Qualcosa Qualcuno
7. Eva
8. Nell'aria c'è
9. Se io non avessi te (È la verità)
10. L'amore è quando non c'è più
11. Equivocando
12. Tu
13. Gloria
14. Io camminerò
15. Per darti amore
16. Scegli
17. Dimentica Dimentica
18. Perdendo Anna
19. Fatto così
20. A cosa servono le mani
21. Per Angela
22. Io muoio di te
23. Aria & Cielo
24. Gente di mare (con Raf)
25. Si può dare di più (con Gianni Morandi ed Enrico Ruggeri)
26. Tu piccolo
27. Stella stai
28. Dimmi di no
29. Amico pianoforte
30. Invisibile
31. Immensamente
32. Gli innamorati
33. Lei
34. Un'altra vita
35. Notte rosa
36. Gli altri siamo noi